# Paesi Bassi ai XIX Giochi olimpici invernali
I Paesi Bassi parteciparono ai XIX Giochi olimpici invernali, svoltisi a Salt Lake City, Stati Uniti, dall'8 al 24 febbraio 2002, con una delegazione di 27 atleti impegnati in quattro discipline.